# 利錄科技
利錄科技股份有限公司（簡稱利錄科技）為台灣一家拷貝儲存裝置服務商，總部位於美國洛杉磯。
EZ Dupe 於1995年在美國加州成立，為ILY Enterprise Inc旗下的子公司，為全球最大的拷貝機代工生產商之一，其產品包括家用與工廠用IDE、SATA1、SATA2介面的 3.5吋硬碟及固態硬碟SSD拷貝機/對拷機、USB隨身碟拷貝機、SD拷貝機、CF拷貝機、CFast拷貝機、多媒體拷貝機、CD/DVD/BD拷貝機。
2005年於在台灣成立「利錄科技」，並建立研發中心及生產工廠，目前在英國、印度及日本(2019)設立經銷據點。近年來，開始著手研發小型拷貝機及提升隨身碟拷貝機的相容性，滿足個人用戶、中小企業及小型辦公的需求。

## 沿革
- 1995年 EZ Dupe成立，同年推出磁片、IDE/SCSI HD拷貝機
- 1996年 推出SCSI CD拷貝機
- 2004年 Athena Duplicator Controller[4]
- 2005年 於台灣成立利錄科技股份有限公司，建立完整產品線，為亞洲市場的研發中心及工廠
- 2007年 贊助成功大學在拷貝科技技術研究
- 2011年 推出Athena DVD/BD拷貝機
- 2013年 獲得CFast拷貝機專利技術
- 2014年 獲得eUSB拷貝專利技術，同年推出多媒體拷貝機(跨裝置拷貝:快閃記憶<->光碟)[5]
- 2015年 推出Mobile Pro，將多個SD備份至硬碟
- 2018年 推出鑑識防寫硬碟拷貝概念機[6]

## 專利技術
1. CFast Duplication System: 美國，8570720 B2.2013-10-19 [7]
2. eUSB Duplication System: 美國，8659890 B2.2014-02-25 [8]

## 產品線
- 硬碟拷貝機：官網產品介紹 （页面存档备份，存于）
- 隨身碟拷貝機：官網產品介紹 （页面存档备份，存于）
- SD/Micro SD拷貝機：官網產品介紹 （页面存档备份，存于）
- CF/Cfast拷貝機：官網產品介紹 （页面存档备份，存于）
- 多媒體拷貝機備份裝置：官網產品介紹 （页面存档备份，存于）
- 光碟拷貝機：官網產品介紹 （页面存档备份，存于）

## 外部連結
- 利錄科技股份有限公司官方網站 （页面存档备份，存于）
- EZ Dupe在 Youtube頻道 （页面存档备份，存于）
- EZ Dupe的LinkedIn專頁